# Constantin Ghenescu
Constantin Ghenescu (n. 14 februarie 1944, Alba Iulia – d. 6 septembrie 2013, Piatra Neamț) a fost un actor român.
După liceu, a absolvit mai întâi „Școala Tehnică Sanitară” din București lucrând un an la Spitalul Fundeni, și apoi Actoria la Institutul de Artă Teatrală și Cinematografică „I.L. Caragiale” din București (IATC), pe care a absolvit-o în 1969 la clasa profesorului Moni Ghelerter.
A activat 25 de ani la „Teatrul Tineretului” din Piatra Neamț, jucând nenumărate roluri.
S-a retras în 2007 din cauza unei slăbiciuni vechi de auz ce se agravase, afectându-i echilibrul, devenind pensionar. A fost găsit mort în apartamentul său din cartierul Precista din Piatra Neamț pe 6 septembrie 2013, după ce o rudă încercase mai multe zile la rând să-l contacteze, fiind înjunghiat de mai multe ori de un bărbat pe nume Vasile Botezatu, un tâlhar recidivist în vârstă de 25 de ani, care-l observase că a scos bani de la bancomat și l-a urmărit până în locuința lui, de unde a furat suma de 900 de lei.

## Filmografie
- Lovind o pasăre de pradă (1983)
- Imposibila iubire (1984)
- Lișca (1984)
- Sania albastră (1987)
- Schimbarea la față (1995)
- Stare de fapt (1995)
- Terminus Paradis (1998)
- Trenul vieții (1998)
- Occident (2002)
- Garcea și oltenii (2002)
- Entre chiens et loups (2002)
- Niki Ardelean, colonel în rezervă (2003)
- Ryna (2005)
- Marilena de la P7 (2006)
- Margo (2006)
- Legiunea Străină (2008)
- Cronica unei morți amânate (2008)
- Weekend cu mama (2009)
- Cealaltă Irina (2009)
- Și caii sunt verzi pe pereți (2012)